# Latidae
Latidae är en familj av fiskar. Latidae ingår i ordningen abborrartade fiskar. Enligt Catalogue of Life omfattar familjen Latidae 11 arter.
Familjens medlemmar förekommer i Afrika, i Indiska oceanen, i Stilla havet och i angränsande floder. De kan leva i sötvatten, i bräckt vatten och i saltvatten. Några arter kan bli upp till 2 meter långa. De är omtyckta mål för fiske.
Släkten enligt Catalogue of Life:
- Hypopterus, en art
- Lates, 9 till 11 arter
- Psammoperca, en art